# تپه خرم چیا
تپه خرم چیا مربوط به دوره نوسنگی - عصر برنز - عصر آهن است و در نورآباد، بخش مرکزی، روستای چراغ آباد واقع شده و این اثر در تاریخ ۵ آذر ۱۳۸۰ با شمارهٔ ثبت ۴۲۶۳ به‌عنوان یکی از آثار ملی ایران به ثبت رسیده است.